# Chiara Ferragni
Chiara Ferragni (Cremona, Italia, 7 de mayo de 1987) es una empresaria de moda, bloguera e influencer italiana. Su blog, The Blonde Salad, tiene cerca de 110 000 visitantes al día.

## Biografía
Tiene su propia marca de ropa, Chiara Ferragni Brand, y ha colaborado con marcas como Guerlain, Dior, Hugo Boss, Louis Vuitton, Chanel, Bottega Veneta, Yves Saint Laurent, Valentino, J Brand, Burberry, Victoria's Secret, Mercedes-Benz, Replay, Luiza Barcelos, Lancome, Furla, Woolrich, Grey Goose, Pennyblack, Max Mara, Rolls-Royce, Ermenegildo Zegna, Mini, Tommy Hilfiger, Kenzo, Yamamay, Nikon, entre otras.
Es hija de Marco Ferragni, dentista, y Marina Di Guardo, escritora. Tiene dos hermanas menores: Francesca, nacida en 1989, y Valentina, nacida en 1992. Asistió a la escuela primaria Daniele Manin de Cremona y más tarde estudió en la Facultad de Derecho de Bocconi, sin completar sus estudios.
En octubre de 2016, formalizó la relación con el rapero italiano Fedez. El hijo primogénito de la pareja, Leone Lucia Ferragni, nació el 19 de marzo de 2018 en West Hollywood, Los Ángeles. La pareja se casó el 1 de septiembre de 2018 en Noto, Sicilia, con una ceremonia privada reservada para amigos y familiares. En octubre de 2020, la pareja anunció que esperaban su segundo hijo. La segunda hija de la pareja, Vittoria Lucia Ferragni, nació el 23 de marzo de 2021.En 2024 el matrimonio se separó.

### Carrera

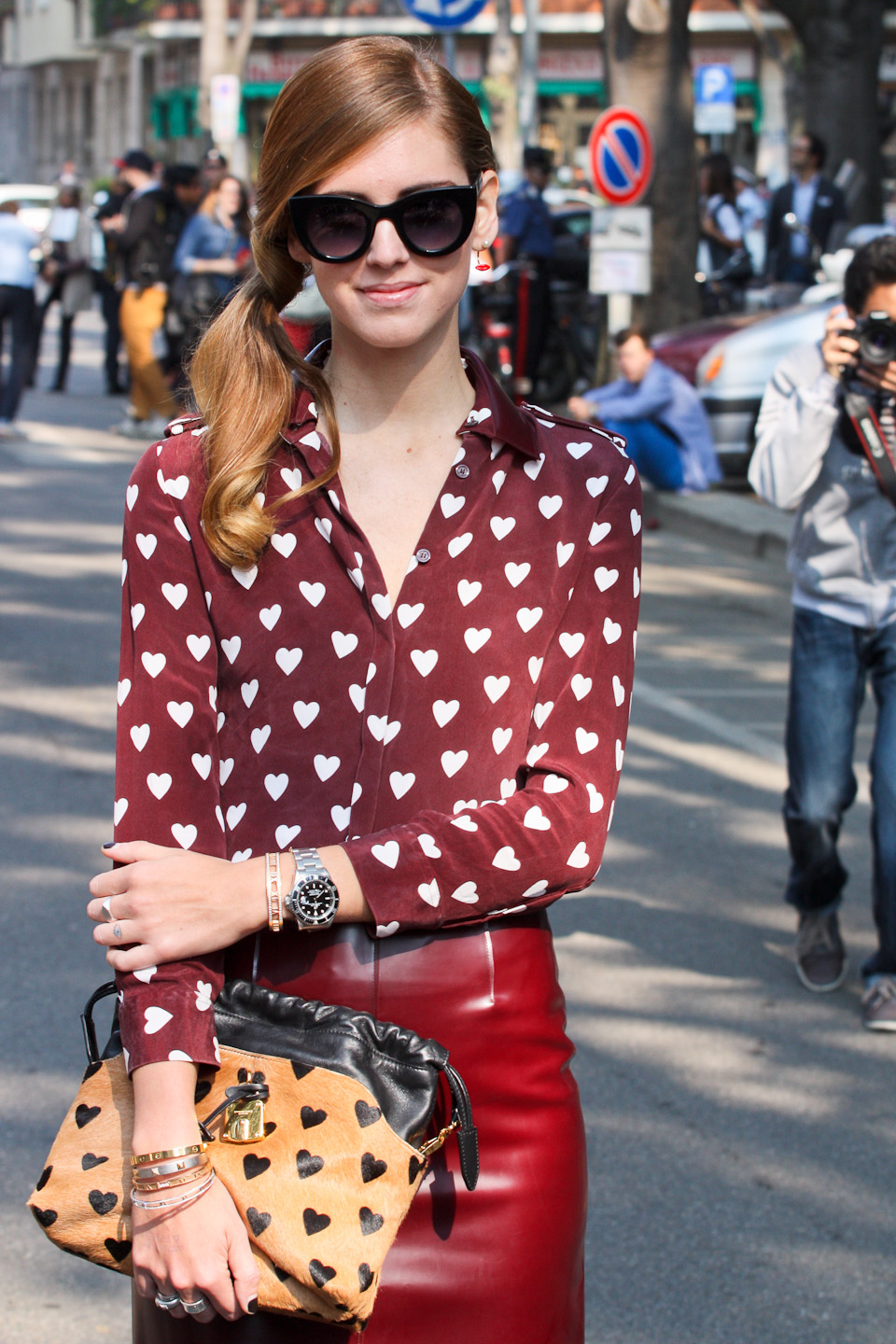
Chiara Ferragni en 2013

En menos de dos años después de su apertura, The Blonde Salad alcanzó 110 000 visitas por día. Citada por el New York Magazine, obtuvo importantes logros personales desde finales de 2009. 
En 2010, la presentadora del premio Best Look en los TRL Awards de Italia asistió como invitada de honor a la Pennyblack Vogue Fashion Night. Además, en septiembre de ese año participó como modelo en el catálogo de moda de Silvian Heach para la colección primavera/verano 2011. También en septiembre, lanzó su propia marca de ropa llamada Chiara Ferragni Collection.
En 2011 trabajo para el desfile de Alberta Ferretti durante la 79 edición del Pitti, ganó el premio bloglovin’ para la «Newcomer blogger of the Year», fue la madrina del lanzamiento de la nueva Candy Bag de Furla, anfitriona para el evento Dior Addict, en colaboración con Dior, lanzó el nuevo proyecto de la marca Werelse con otros dos blogueros: Andy Torres y Carolina Engman; 
En 2012 hasta la fecha ganó otra vez el premio Bloglovin’ para el Blogger Business of the Year, creó una colección cápsula para Mango: Werelse for Mango Touch, posteriormente colaboró con Louis Vuitton para su vídeo oficial con Fabrizio Viti y una sesión de fotos para la «Speedy Bag»; nombrada por Vogue.com «social shopper inspiration of the week». Ha participado en las semanas de la moda de Nueva York, Milán, París y Londres. 
En 2016 se convirtió en embajadora mundial de Pantene , testimonio de la moda de Amazon, y posó para la edición estadounidense de Vanity Fair. Forbes la ha incluido en la lista "30 Under 30 Europe: The Arts" de 2016. En agosto de 2016, Mattel creó una versión Barbie de Chiara Ferragni.
A partir de 2016 comenzó a gestionar estas áreas de actividad de forma independiente. Un estudio de 2017 describió su modelo de comunicación como una forma frecuente y natural de aparecer en las redes sociales, con cuidado de mejorar la imagen corporal, consistente con la tendencia de la moda y con una estrategia comercial a largo plazo que apunta a mantener el nivel alto interacción del usuario con su perfil web.
En 2017 siempre que nombrado por la revista Forbes "el factor de influencia más importante en el mundo de la moda", y es elegido por Swarovski como la cara de la colección de Navidad, junto a la modelo Karlie Kloss, Naomi Campbell y Fei Fei Sun.
El 6 de diciembre de 2017, fue galardonada en Roma como Top Digital Leader y en la categoría de mujeres italianas Web Star, como parte de la primera investigación sobre liderazgo digital en Italia. En 2018 fue elegido como testimonio por la empresa de joyería Pomellato y por la empresa de ropa interior Intimissimi, en este último junto con la modelo Gisele Bündchen.

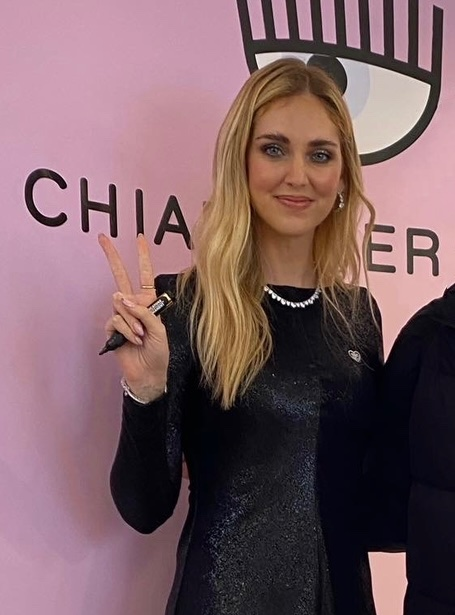
Chiara Ferragni en 2021

En 2021, colaboró con Tod’s y Nespresso.
Actualmente, continúa siendo una de las personas más reconocidas en el sector de la moda, contando en su perfil de Instagram con más de 29 millones de seguidores. Su último gran lanzamiento en el mundo laboral, consiste en un documental sobre su vida, bajo el título: Chiara Ferragni - Unposted. Dirigido por Elisa Amoruso y presentado en el Festival Internacional de Cine de Venecia.
El 9 de diciembre de 2021 se estrena en Amazon Prime Video el reality Los Ferragnez que narra los acontecimientos de la familia y la vida de pareja de Chiara y Fedez. El 30 de junio de 2022 la pareja anuncia el inicio de las grabaciones de la segunda temporada de la serie, estrenada en mayo de 2023. En septiembre del mismo año se estrenó un programa especial de una hora dedicado al paso de Chiara como copresentadora del Festival de Sanremo.
El 20 de junio de 2022 Amadeus anunció, durante la edición vespertina del noticiero de la Rai, que Chiara Ferragni sería la co-conduttrice de la primera y de la última serata del Festival de Sanremo 2023.
El 16 de junio de 2023 se anunció la segunda colaboración entre Chiara Ferragni y Nespresso, con el lanzamiento de la segunda colección de set para café como edición limitada, para el cual Chiara concibió y desarrolló el diseño inspirandose en la Villa Necchi Campiglio de Milán.

## Premios y distinciones
| Año  | Título                                                                               |
| ---- | ------------------------------------------------------------------------------------ |
| 2011 | "One of the Biggest Breakout Street-Style Stars of the Year" por la revista New York |
| 2013 | Business of Fashion's 500 personalidades de la moda más influyentes                  |
| 2014 | Premio Bloglovin' a Mejor Blog de Estilo Personal (por tercer año consecutivo)       |
| 2015 | Premio Bloglovin' a Blogger del Año                                                  |
| 2015 | Forbes 30 Under 30                                                                   |
| 2017 | En la lista de Forbes "Top Fashion Influencers"                                      |
| 2018 | Una de "las madres más influyentes en la industria de la moda" por Footwear News     |

## Filmografía

### Televisión
| Año           | Título                     | Personaje      | Notas                        |
| ------------- | -------------------------- | -------------- | ---------------------------- |
| 2014          | Project Runway             | Jueza invitada | Episodio: "Rock the Wedding" |
| 2019          | Chiara Ferragni - Unposted | Ella misma     | Documental                   |
| 2020          | Making the Cut             | Jueza          | 6 episoios                   |
| 2020          | Germany's Next Top Model   | Jueza invitada | Episode: "Kalander Girls"    |
| 2021–presente | The Ferragnez              | Ella misma     | Serie-reality                |
| 2023          | Festival de Sanremo 2023   | Copresentadora | Certamen musical anual       |

## Discografía
| Título                                                | Año  | Charts | Álbum            |
| Título                                                | Año  | IT     | Álbum            |
| ----------------------------------------------------- | ---- | ------ | ---------------- |
| "Non mi basta più" (Baby K featuring Chiara Ferragni) | 2020 | 3      | Donna sulla Luna |